# Кулібаба Євген Леонідович
Євге́н Леоні́дович Куліба́ба — сержант Збройних сил України, учасник російсько-української війни 2014—2017.
У складі 79-ї бригади брав участь у боях за Донецький аеропорт. 24 січня 2015-го зазнав поранення у бою: військовики утримували позиції на метеостанції та підтримували відхід з аеропорту із диспетчерської вишки. Хто вибралися з аеропорту, вийшли на другу сторону злітної смуги. Після сильного артилерійського обстрілу терористи пішли в атаку. Євген Кулібаба в обороні позицій зазнав множнинних поранень.
Станом на квітень 2016 року — голова правління ГО «Спілка воїнів-учасників АТО в Христинівському районі».

## Нагороди
За особисту мужність, сумлінне та бездоганне служіння Українському народові, зразкове виконання військового обов'язку відзначений — нагороджений
- 10 жовтня 2015 року — орденом «За мужність» III ступеня.